# Стокпорт (Ајова)
Стокпорт (енгл. Stockport) град је у америчкој савезној држави Ајова. По попису становништва из 2010. у њему је живело 296 становника.

## Демографија
Према попису становништва из 2010. у граду је живело 296 становника, што је 12 (4,2%) становника више него 2000. године.
| Група             | 2000.       | 2010.       |
| Белци             | 272 (95,8%) | 286 (96,6%) |
| Афроамериканци    | 0 (0,0%)    | 0 (0,0%)    |
| Азијати           | 0 (0,0%)    | 3 (1,0%)    |
| Хиспаноамериканци | 10 (3,5%)   | 1 (0,3%)    |
| Укупно            | 284         | 296         |